# 백자청화영빈이씨 묘지·명기 및 석함
백자청화영빈이씨묘지·명기 및 석함(白磁靑華暎嬪李氏 墓誌․明器 及 石函)은 연세대학교 경내에 있던 영빈이씨(暎嬪李氏 : 1696년~1764년)의 묘인 수경원(綏慶園)을 1970년 경기도 고양시의 서오릉(西五陵)으로 옮길 때 실시한 발굴조사시 출토된 유물이다. 2010년 10월 7일 서울특별시의 유형문화재 제311호로 지정되었다.
영빈이씨는 영조(英祖 : 1694년~1776년)의 후궁으로 사도세자(思悼世子 : 1735년~1762년)의 어머니이자 정조(正祖 : 1752년~1800년)의 할머니인데 아들인 사도세자가 사망한 2년 뒤인 1764년 7월 26일에 경희궁(慶熙宮) 양덕당(養德堂)에서 세상을 떠났으며, 이듬해 ‘의열(義烈)’이란 시호(諡號)가 내려졌다. 뒤에 사도세자가 장조(莊祖)로 추존되면서 그의 묘인 의열묘(義烈墓)는 원(園)으로 승격되어 ‘수경원(綏慶園)’이라는 이름이 내려지고, ‘소유(昭裕)’라는 시호가 내려졌다. 사당은 현 서울시 종로구 신교동(新橋洞)에 있었는데, 처음에 ‘의열묘(義烈廟)’였다가 1788년(정조 12)에 ‘선희궁(宣禧宮)’이 되었고, 1870년(고종 7) 위패가 육상궁(毓祥宮)으로 잠시 옮겨졌다가 1896년에 다시 선희궁으로 되돌려졌으며, 1908년(순종 2)에 또 다시 육상궁으로 옮겨졌다. 현재 사당은 서울시 종로구 궁정동 소재 칠궁(七宮) 안에 있다. 묘지는 청화백자로 제작한 2벌이 각각 방형석함 안에 모래에 담겨져 출토되었다. 한 벌은 5매로 완전하며 다른 한 벌은 4매로 제3매가 없다. 묘지 각 매의 옆 마구리에 ‘暎嬪全義李氏墓誌 第○’이라 쓰였고 아래쪽 마구리에 “共五”라 쓰였다. 묘지명 제목에 ‘御製暎嬪李氏墓誌’라 쓰여 있어 묘지문을 영조가 직접 지은 것을 알 수 있고, 글씨는 영조와 영빈 사이의 맏딸 화평옹주(和平翁主)와 혼인한 금성위(錦城尉) 박명원(朴明源 : 1725년~1790년)이 썼다. 묘지문에는 영빈이씨의 가계와 그가 영조와의 사이에서 낳은 1남 6녀에 관한 내용, 성품, 영조가 애도의 마음을 표한 글 등이 적혀 있다. 묘지명은 9줄 15자씩 구성되었으며, 글자체는 해서체(楷書體)이다.
묘지의 내용은 아래와 같다.
御製暎嬪李氏墓誌
暎嬪李氏 卽予後庭也 本全義 父贈贊成楡蕃 祖通訓英任 曾祖學生正立 外祖學生金佑宗 本漢陽 生於丙子七 月十八日 六歲入闕 丙午初封淑儀 又封貴人 伊後進封暎嬪 女官極品也 有一男六女 男故世子 嬪洪氏 領議政鳳漢女也 有二男二女 長懿昭世孫 次世孫 継孝章世子之後 一女淸衍郡 主 二女淸璿君主 有庶子三男 恩彦君 次恩信君 三年幼 縣主亦幼 第一女和平翁主 下嫁錦城尉朴明源 有継子相 喆 第五女和協翁主 下嫁永城尉申光綏 有継子在善 第六女和緩翁主 下嫁日城尉鄭致達 有継子厚謙 亦有小主 焉 噫 予卽阼二年就館 四十年甲申七月二十六日丙子 慶熙宮養德堂 辤予 嗚呼已矣 三十九年偕老 今成一夢 予 之深愴者 若過五朔 其將七旬 難測者世事也 嬪禀性溫良慈仁 奉予至誠 育下均愛 至於壬午年事 宗國能安 世臣羣民能保者 寔嬪之功也 此豈婦人之所能辦 者哉 予豈一毫誇張而言也 此海東臣民共誦者 忍過三年嗚呼 禫月從容以歸 全其忠白其心 可謂兩全矣 嗚呼哀哉 仍於闕中三日 親臨 是夕肩輿詣壯洞私第 而成殯 此古未有者 爲世孫而然也 仲秋晦日臨 書上字 予懷無憾 書賜守義保社四字 錫廟墓號曰義烈 可謂哀榮 備至矣 九月二十七日丙子 禮葬于楊州延禧宮大野洞未向原 嗚呼望八 親製嬪墓誌 親書嬪墓表前後面 及壙中銘 㫌 而主內外面 亦皆御筆 誠是料表 皇朝崇禎戊辰紀元後 三甲申 至行純德英謨毅烈章義弘倫光仁敦禧體天建極聖功神化主上殿下四十年九月日錦城尉臣朴明源奉敎書
영빈이씨는 바로 나의 후궁이다. 본관은 전의(全義)이다. 아버지는 찬성(贊成)에 추증된 유번(楡蕃)이고, 할아버지는 통훈대부 영임(英任)이며, 증조부는 학생 정립(正立)이다. 외조부는 학생 김우 종(金佑宗)인데, 본관은 한양(漢陽)이다.
병자년(숙종22, 1696년) 칠월 십팔일에 태어났으며, 여섯 살에 대궐에 들어와 궁녀가 되었다. 병오년(영조2, 1726년)에 비로서 숙의(淑儀)에 봉해졌고 또 귀인(貴人)에, 이후 영빈(暎嬪)에 올랐는데 여자의 관품으로서는 최고의 품계이다.
일남 육녀를 두었다. 아들은 죽은 세자[사도세자]이다. 빈은 홍씨인데 영의정 봉한(鳳漢)의 딸이다. 이남 이녀를 두었는데 장자는 의소세손(懿昭世孫)이고 차자는 세손[正祖]인데 효장세자(孝章世子)의 후사(後嗣)를 이었다. 장녀는 청연군주(淸衍郡主)이고 차녀는 청선군주(淸璿君主)이다. 또 서자로 아들 셋을 두었는데, 첫째는 은언군(恩彦君)이며, 둘째는 은신군(恩信君)이다. 셋째는 나이가 어리며, 현주(縣主)가 있는데 역시 어리다.
첫딸인 화평옹주(和平翁主)는 금성위 박명원(錦城尉 朴明源)에게 시집갔는데, 양자 상철(相喆)이 있다. 다섯째 딸은 화협옹주(和協翁主)인데, 영성위 신광수(永城尉 申光綏)에게 시집갔다. 양자 재선(在善)이 있다. 여섯째 딸 화완옹주(和緩翁主)는 일성위 정치달(日城尉 鄭致達)에게 시집갔는데, 양자 후겸(厚謙)이 있으며, 또 어린 딸이 있다.
내가 임금이 된 지 2년에 영빈이 나의 후궁이 되었으며, 40년 갑신(1764년) 7월 26일 병자에 경희궁 양덕당(慶熙宮 養德堂)에서 나를 하직하고 세상을 버렸으니, 오호라! 다시 볼길 없게 되었도다. 삼십 구년간 해로하였는데 지금 한바탕 꿈이 되고 말았으니 내 슬픔이 너무나 깊도다. 다섯 달만 더 살았더라면 칠순이 되었을 것을, 참으로 헤아리기 어려운 것이 사람의 일이로다.
빈은 성품이 온순하고 자애로워 나를 지성으로 섬겼으며, 여러 자식을 고루 사랑하였다. 더욱이 임오년 일에 있어서 나라를 안정시키고 훈신(勳臣)과 백성을 보호한 것은 빈의 공이다. 이것이 어찌 아녀자의 힘으로 해낼 수 있는 일이겠는가. 내가 어찌 조금이라도 과장하여 말하겠는가. 이는 온 나라의 신민들이 다 함께 말하는 것이다.
자식을 잃은 애통함을 참고서 3년을 보내고 사도세자의 담제(禫祭)가 든 달에 조용히 세상을 떠났다. 빈은 신하로서 충성을 다했으며, 아내로서 속임이 없었으니 정말 신하로서나 아내로서나 부족함이 없었다고 할 수 있다. 아 슬프도다! 빈이 죽은 후에 삼일간을 그대로 궁중에 머물게 하여 내가 친히 가보았으며, 그날 밤 견여(肩輿)로 장동(壯洞) 사저에 운구하여 성빈(成殯)하게 하니, 이는 옛날에 없었던 일로서 세손[正祖]을 위하여 그렇게 한 것이다.
8월 그믐에 내가 직접 빈소로 가서 관위에 '상(上)'자를 쓰니 내 마음에 서운함이 없다. 또 수의보사(守義保社 - 의리를 지켜서 사직을 보호하였다.) 네 글자를 직접 써서 내리고, 묘호를 의열(義烈)이라고 지어주었다. 그러니 죽은 뒤의 영예가 매우 극진했다고 할 것이다. 9월 27일에 양주 연희궁 대야동 미향(楊州 延禧宮 大野洞 未向, 미향은 남남서를 말함)의 언덕에 예를 다하여 장사지냈다.
아아 내 나이 일흔 한살에 빈의 묘지를 직접 짓고, 빈의 묘표 앞뒤와 광중의 명정을 모두 썼다. 그리고 신주의 앞뒷면 또한 모두 임금의 필적이다. 이는 참으로 일반적인 규례에서 벗어난 뜻밖의 일인 것이다.
황조 숭정 무진 기원후 삼갑신이 되는 해인 지행순덕영모의열장의홍륜광인돈희체천건극성공신화주상전하 40년 9월 일에 금성위 신 박명원 삼가 명을 받들어 쓰다.

묘지의 태토(胎土)는 설백색(雪白色)으로 청화의 발색이 좋고, 글자의 번짐이 없다. 뒷면 유약을 닦아내고 바닥에 놓고 구워 대체로 휘거나 뒤틀림이 없어 번조상태와 제작수준도 뛰어나다.
명기(明器)는 모두 20점으로 보(簠), 작(爵), 향로, 호(壺) 등 제기(祭器)를 본뜬 소형 부장품이다. 새하얀 태토(胎土)와 유색(釉色)이 매우 정갈하고 바닥 또한 고운 모래로 받쳐 구운 후 갈아내어 역시 정갈하다. 특히 보(簠)는 전면에 음각문을 새겨 넣었으며, 작은 삼족형(三足形 : 그릇의 발이 세 개인 형태)이다. 일부가 파손되고 호의 경우 유약에 의해 몸체와 뚜껑이 붙은 것이 있으나 전체적으로 원형이 잘 유지되어 있다.
석함은 모두 3개로 각각 2벌의 묘지와 명기를 담았던 돌함이다. 석함 내부에 홈을 파고 묘지와 모래를 번갈아 놓은 상태로 출토되었다. 석함 2개의 뚜껑은 남아 있으나 하나는 뚜껑이 결실되었다.
이 유물은 조선 후기 왕실 관련 유물로 묘주(墓主)가 확실하고 1764년이라는 절대연대를 가지고 있어 역사적․서지학적 가치가 크다. 또한 묘지와 명기, 석함까지 잘 남아 있는 드문 예이면서 청화의 발색과 번조상태가 좋아 제작수준이 높고, 원형이 잘 유지되어 있어 미술사(도자사) 연구에도 가치가 크므로 서울특별시 유형문화재로 지정되었다.

## 같이 보기
- 영빈 이씨

## 참고 자료
- 백자청화영빈이씨 묘지·명기 및 석함 - 국가유산청 국가유산포털